# Crew Burn
Der Crew Burn ist ein Wasserlauf in Cumbria, England. Er entsteht westlich des Long Crag aus dem Zusammenfluss von Whams Sike und einem unbenannten Zufluss. Er fließt zunächst in westlicher Richtung und später in südlicher Richtung bis zu seiner Mündung in den Bothrigg Burn.